# Michael Dempsey
Michael Dempsey (Salisbury, Rodesia, actualmente Harare, Zimbabue, 29 de noviembre de 1958) es un bajista inglés, conocido por su trabajo en bandas como The Cure y The Associates.

## Biografía

### Primeros años
Hijo de Nancy y William. Se trasladó a Salfords en Surrey, Reino Unido en 1961, donde ingresó en el colegio Salfords County School, en el que permanecería hasta 1970.
En 1970, fue al instituto Notre Dame Middle School, donde conocería a sus futuros compañeros en The Cure, Robert Smith y Laurence Tolhurst, además de a Marc Ceccagno. Los tres comenzaron a tocar juntos en diciembre de 1972, formando The Obelisk en una actuación de fin de año para sus compañeros de clase. A pesar de ser conocido como bajista, Dempsey tocó la guitarra para la única actuación conocida en directo de 'The Obelisk'.
En 1972, Dempsey se trasladó al instituto Saint Wilfrid's Catholic Comprehensive School, donde estudiaría hasta 1976, año en que ingresó en la universidad de Crawley. 
En enero de 1976, Dempsey se convirtió en cofundador de la banda Malice, junto con sus compañeros Smith y Ceccagno. Más adelante se unirían a la banda Laurence Tolhurst y Porl Thompson. La banda tocó tan sólo unos pocos bolos en diciembre de 1976.

### Easy Cure y The Cure 1977 - 1979
En 1977 Dempsey, Tolhurst, Smith y Thompson formaron Easy Cure, la semilla de lo que se convertiría en The Cure tras la salida de Porl Thompson en abril de 1978. Michael Dempsey aparece como bajista en los sencillos "Killing an Arab" de 1978 y "Boys Don't Cry", de 1979, además de aparecer en el álbum debut de 1979, Three Imaginary Boys. Aparte de Robert Smith, Dempsey es el único miembro de los Cure que ha cantado la voz principal en una canción (sin tener en cuenta a Simon Gallup en la demo no editada Violing Song). Cantó la versión de "Foxy Lady" de Jimi Hendrix que aparece en Three Imaginary Boys.
Dempsey realizó su última aparición con The Cure el 15 de octubre de 1979 en el Hammersmith Odeon, en Londres, la última noche del tour de la banda en apoyo de Siouxsie & the Banshees. De todos modos, Dempsey todavía colaboraría con el grupo en noviembre de ese mismo año en la grabación del sencillo "Jumping Someone Else's Train", así como en la grabación de "I'm a Cult Hero" / "I Dig You" del proyecto alternativo de The Cure, Cult Hero. También aparece en los créditos de Boys Don't Cry, la reedición de 1980 para Estados Unidos de Three Imaginary Boys. También aparece en las primeras Peel Sessions de la banda, grabadas entre 1978 y 1979.

#### Tras The Cure
En 1986 Michael aparece de nuevo con The Cure en un vídeo musical para una nueva versión de Boys Don't Cry. En 2004 la reedición deluxe de Three Imaginary Boys incluye un segundo disco de rarezas y canciones no editadas grabadas entre 1977 y 1979, en las que se incluye a Dempsey como bajista.
Michael Dempsey ha colaborado desde su salida de The Cure con otros exmiembros de la banda, en particular con Lol Tolhurst.

### Associates 1979 - 1983
Tras su salida de The Cure, Dempsey se convirtió en bajista de la banda escocesa The Associates, también en Fiction Records. Ya había tocado con ellos antes de dejar The Cure, pero debutó como su bajista el 16 de noviembre de 1979 en el local Eric's de Liverpool, la primera noche del Future Pastimes Tour, un tour organizado por "Fiction Records" en el que actuaban The Cure, The Passions y Associates. Permaneció en la banda hasta 1983, apareciendo en los álbumes The Affectionate Punch, de 1980, Fourth Drawer Down de 1981 y Sulk, de 1982, junto con diversos singles de entre 1980 y 1983. También participó en las Peel Sessions de la banda. 

#### Tras Associates
La banda original se separó en 1983 tras la salida de Alan Rankine. No obstante, el líder del grupo, Billy MacKenzie continuó trabajando con el nombre de Associates, colaborando ocasionalmente con diversos artistas, Michael Dempsey entre ellos. Dempsey también sigue colaborando a día de hoy con Rankine.
Tras la muerte de Billy MacKenzie en 1997, Dempsey se encargó de la remasterización y reedición de gran parte del material de la banda como parte de un proyecto promovido por V2 Records. Desde entonces, Michael se ha encargado de facilitar a través de su compañía, mdmmedia.com, material inédito de Associates que aparece de tanto en cuando.

### Roxy Music, 1982
Dempsey aparece en el vídeo del mayor éxito de Roxy Music, Ávalon, como bajista. También realizó con Roxy Music el tour promocional de dicho álbum.

### The Lotus Eaters 1983 - 1985
En 1983 Michael Dempsey se convierte en el bajista de The Lotus Eaters, remplazando al bajista original, Phil Lucking. La banda firma con Arista Records y edita su sencillo de debut, The First Picture Of You en junio de 1983 (alcanzando el puesto #15 en las listas británicas), seguido por los sencillos You Don't Need Someone New, en agosto, y Set Me Apart de 1984. En 1984, The Lotus Eaters lanza su álbum de debut, No Sense Of Sin seguido por el sencillo Out On Your Own, y finalmente, el sencillo It Hurts a comienzos de 1985. Tanto Dempsey, como el cofundador del grupo, Jerry Kelly (actualmente conocido como Jem Kelly) dejaron el grupo en 1985. El cofundador Peter Coyle continuó con The Lotus Eaters por un corto período, mientras que Kelly reformó su antigua banda, The Wild Swans. 

#### Tras The Lotus Eaters
En 1998, The Lotus Eaters editan una compilación de sesiones grabadas para Radio 1 de la BBC entre 1982 and 1983 y material en directo de 1984 First Picture Of You - BBC Sessions en las que aparece Dempsey como bajista. The Lotus Eaters fue reformado en 2000 por los fundadores, Peter Coyle y Jem Kelly. Dempsey no forma parte de este nuevo proyecto. 
Kelly mencionaría en 2002 en una entrevista que "Michael Dempsey and I are working on an album and looking for French female singers. Do you know any? It’s inspired by cinemas and film music – music to make the spirit soar and get you thinking of scripts for Art house movies" (inglés: Michael Dempsey y yo estamos trabajando en un álbum, y buscamos cantantes femeninas francesas. ¿Conoce alguna? Está inspirado por la música de las películas - música que alegra el espíritu y te hace pensar en guiones para películas de Art house)
En una entrevista en 2004 con el sitio web A Pink Dream Michael también afirmó haber sido colaborador de un proyecto llamado 'Act', que describió como una mezcla de miembros de Propaganda y The Lotus Eaters.

### Asociación con Lol Tolhurst
En 1990, Dempsey, Lol Tolhurst y Gary Biddles (de Fools Dance) comienzan a grabar demos juntos con la intención de formar una nueva banda tras la salida de Tolhurst de The Cure. Con el fichaje de Chris Youdell de Then Jericho como teclista y Alan Burgess como baterista, la banda toma forma en 1991 bajo el nombre de Presence con los sencillos In Wonder y All I See. Dempsey aparece en los créditos como coescritor de Amazed, la cara-b del sencillo All I See, pero permaneció en segunda fila como bajista de estudio, sin aparecer en las fotos o las entrevistas con la banda. Porl Thompson también colabora en alguna de estas grabaciones, pero en 1992 tanto Dempsey como Thompson son oficialmente reemplazados por el bajista Roberto Soave (de Associates)y el guitarrista Rob Steen. Dempsey también aparece como coescritor en dos canciones del álbum de debut de Presence, Inside.
En 2004 Michael dice que todavía trabajaba regularmente con Tolhurst y que tiene algún contacto con Porl Thompson, pero que no ha hablado con Robert Smith desde hace muchos años.
En 2007 Dempsey remezcla el proyecto Levinhurst de Tolhurst, contribuyendo al mix Imaginary Boy Mix de la canción Never Going To Dream Again, incluida en el EP The Grey, de febrero de 2007. En abril, Lol dijo que Michael había colaborado en la remezcla para el nuevo álbum de Levinhurst, House By the Sea (editado el 17 de abril de 2007).

### MDM Media
Desde comienzos de los 90, Dempsey trabaja en restauración digital de audio, remasterización, gestión de licencias, consultoría de medios y edición de bandas sonoras para películas, televisión y otros. Entre los clientes de su compañía, MDM Media se encuentran Warner Music Group, Universal Music Group y V2 Records. También forma parte de una compañía de afiliación llamada BDM Music junto con, entre otros muchos músicos compositores y productores, Laurence Tolhurst y Alan Rankine.